# Bulinus succinoides
Bulinus succinoides é uma espécie de gastrópode da família Planorbidae.
É endémica do Malawi.